# تريشا كريشنان
تريشا كريشنان (بالهندية: तृषा कृष्णन)؛ ممثلة هندية شهيرة تعمل في أفلام التالغو والتاميل والبوليودية من مواليد 4 ماي 1983 قدمها الممثل اكشاي كومار لبوليود.

## الجوائز والترشيحات

### فلم فير
رشحت أفضل ممثلة تاميل2014-2011-2009
رشحت أفضل ممثلة تالغو2009-2006
أفضل ممثلة تالغو2005-2006-2008
رشحت أفضل ممثلة صاعدة بوليود2010

### جوائزفيجايللتاميل
ترشحت أفضل ممثلة 2010-2014
أفضل بطلة 2006-2010
رشحت أفضل بطلة 2007-2008-2009-2011-2013
أفضل ممثلة 2003-2013

### فلم التاميل الدولي
أفضل ممثلة صاعدة 2003

### جوائز سانتوشام تالغو
أفضل ممثلة 2004-2005

### جوائز سينما تالغو
أفضل ممثلة 2005-2008

#### جوائز فيمسا تالغو
أفضل بطلة 2008

### جوائزتاميل نادو
أفضل ممثلة 2008

### جوائز ان دي تي في
أفضل ممثلة في الهندي2010

#### جوائز ادسون
أفضل ممثلة 2010

### جوائز ناندي للتالغو
أفضل ممثلة 2005

### جوائز سيما
الايقونة 2012
أفضل ممثلة 1990-2013

### ستاردست
رشحت أفضل ممثلة صاعدة 2010

### زي سني
رشحت أفضل ممثلة صاعدة 2010

### ابسرا للأفلام والتلفزيون
رشحت أفضل ممثلة صاعدة 2010

### جي اف دبليو النسائية
الإنجاز مدى الحياة 2013
الايقونة 2012

### جوائز ريتز
الايقونة 2012

## عملت مع
اكشاي كومار وعرفان خان واسراني وارونا إيراني وبراكاش راج وسونو سود وكمال حسن وفيكرام وفيجاي وفيفك وموهان بابو واشواريا وفانكيتاش وراهول ديف وشيرنجيفي وماهيش بابو نيتن

## وصلات خارجية
- تريشا كريشنان على موقع IMDb (الإنجليزية)
- تريشا كريشنان على موقع روتن توميتوز (الإنجليزية)
- تريشا كريشنان على موقع ألو سيني (الفرنسية)
- تريشا كريشنان على موقع أول موفي (الإنجليزية)
- تريشا كريشنان على موقع قاعدة بيانات الفيلم (الإنجليزية)
- تريشا كريشنان على موقع كينوبويسك (الروسية)